# Гааслава (волость)
Га́аслава (ест. Haaslava vald) — колишня волость в Естонії, до адміністративної реформи 2017 року одиниця самоврядування в повіті Тартумаа.

## Географічні дані
Площа волості — 110 км2, чисельність населення на 1 січня 2017 року становила 2162 особи.

## Населені пункти
Адміністративний центр — село Курепалу (Kurepalu küla).
На території волості розташовувалися селище Ройу (Roiu alevik) та 19 сіл (küla):
Аадамі (Aadami), Аардла (Aardla), Аардлапалу (Aardlapalu), Алакюла (Alaküla), Гааслава (Haaslava), Іґевере (Igevere), Іґназе (Ignase), Кийвукюла (Kõivuküla), Кітсекюла (Kitseküla), Коке (Koke), Кріймані (Kriimani), Курепалу (Kurepalu), Ланґе (Lange), Метсанурґа (Metsanurga), Мира (Mõra), Палукюла (Paluküla), Пяксте (Päkste), Тиирасте (Tõõraste), Унікюла (Uniküla).

## Історія
11 липня 1991 року Гааславаська сільська рада була перетворена у волость зі статусом самоврядування.
19 жовтня 2016 року на підставі Закону про організацію роботи місцевих самоврядувань, Закону про адміністративний поділ території Естонії та Закону про сприяння об'єднанню одиниць місцевого самоврядування рада волості Гааслава ухвалила рішення про проведення переговорів з волосними радами Винну та Мякса з метою створення нової адміністративної одиниці шляхом об'єднання їх територій. 22 грудня волосні ради Гааслава, Мякса та Винну підписали Договір про об'єднання. Постановою № 8 від 12 січня 2017 року Уряд Естонії затвердив утворення нової адміністративної одиниці шляхом злиття самоврядувань Гааслава, Мякса та Винну, визначивши назву нового муніципалітету як волость Кастре. Зміни в адміністративно-територіальному устрої, відповідно до постанови, мали набрати чинності з дня оголошення результатів виборів до волосної ради нового самоврядування.
15 жовтня 2017 року в Естонії відбулися вибори в органи місцевої влади. 24 жовтня 2017 року, після оголошення результатів виборів, офіційно утворено сільське самоврядування Кастре, а волость Гааслава вилучена з «Переліку адміністративних одиниць на території Естонії».